# Католицька асоціація української молоді
Католицька асоціація української молоді «Орли» — релігійна молодіжна організація в Галичині.

## Історія
Гуртки організації почали виникати після проведення в травні 1933 свята «Української молоді Христової». У 2-й половині 1936 реорганізується в КАУМ «Орли».
У квітні 1937 відбулися установчі збори, на яких була обрана головна рада. Голова головної ради — А.Мельник. Нижчою ланкою товариства були місцеві гуртки, поділені на вікові групи. Існували окремі гуртки для чоловічої і жіночої молоді.
У діяльності КАУМ «Орли» зверталась увага на релігійне та ідеологічне виховання, загальну й фахову освіту, спорт. Методика була наближеною до пластової. Важливу роль виконували табори праці.
Друковані видання: «Українське юнацтво» (1933—39), «Лицарство Пресвятої Богородиці».
На початку 1939 року КАУМ «Орли» мала 189 гуртків (серед них — 25 жіночих) і близько 5 тис. членів.
Католицька асоціація української молоді «Орли» припинила свою діяльність восени 1939.

## Структура
Первинні осередки, або кружки (не менше 11 осіб), підпорядковувались Головній раді.
Учасників товариства поділяли на вікові групи:
1. орленята (до 14 років), які належали до «Гурту Орленят» при кружку;
2. орлики (14-18 років), що вступали з письмової згоди батьків, не мали права голосу;
3. орли (18-21 року), дійсні члени;
4. старші орли, інструктори, керівники;
5. орляки (старі орли), почесні члени товариства.

Кожен кружок мав свого патрона (святого чи історичного діяча), загальним покровителем був Архангел Михаїл. Підтримував КАУМ і митрополит Андрей Шептицький.